# Clayton Parros
Clayton Parros (ur. 11 grudnia 1990) – amerykański lekkoatleta specjalizujący się w biegach sprinterskich.
W marcu 2014 wszedł w skład amerykańskiej sztafety 4 × 400 metrów, która biegła w eliminacjach halowych mistrzostw świata. Parros nie znalazł się w składzie na bieg finałowy, a jego koledzy z reprezentacji wywalczyli złoty medal.

## Osiągnięcia
| Rok  | Impreza                              | Miejsce       | Konkurencja             | Lokata     | Wynik           |
| ---- | ------------------------------------ | ------------- | ----------------------- | ---------- | --------------- |
| 2009 | Mistrzostwa panamerykańskie juniorów | Port-of-Spain | sztafeta 4 × 400 metrów | 1. miejsce | 3:03,25         |
| 2014 | Halowe mistrzostwa świata            | Sopot         | sztafeta 4 × 400 metrów | 1. miejsce | 3:02,13 (elim.) |
| 2014 | IAAF World Relays                    | Nassau        | sztafeta 4 × 400 metrów | 1. miejsce | 2:57,25 (elim.) |
| 2015 | Mistrzostwa NACAC                    | San José      | sztafeta 4 × 400 metrów | 1. miejsce | 3:00,07         |

## Rekordy życiowe
- Bieg na 400 metrów (stadion) – 45,25 (2015)
- Bieg na 400 metrów (hala) – 45,75 (2015)